# História futura

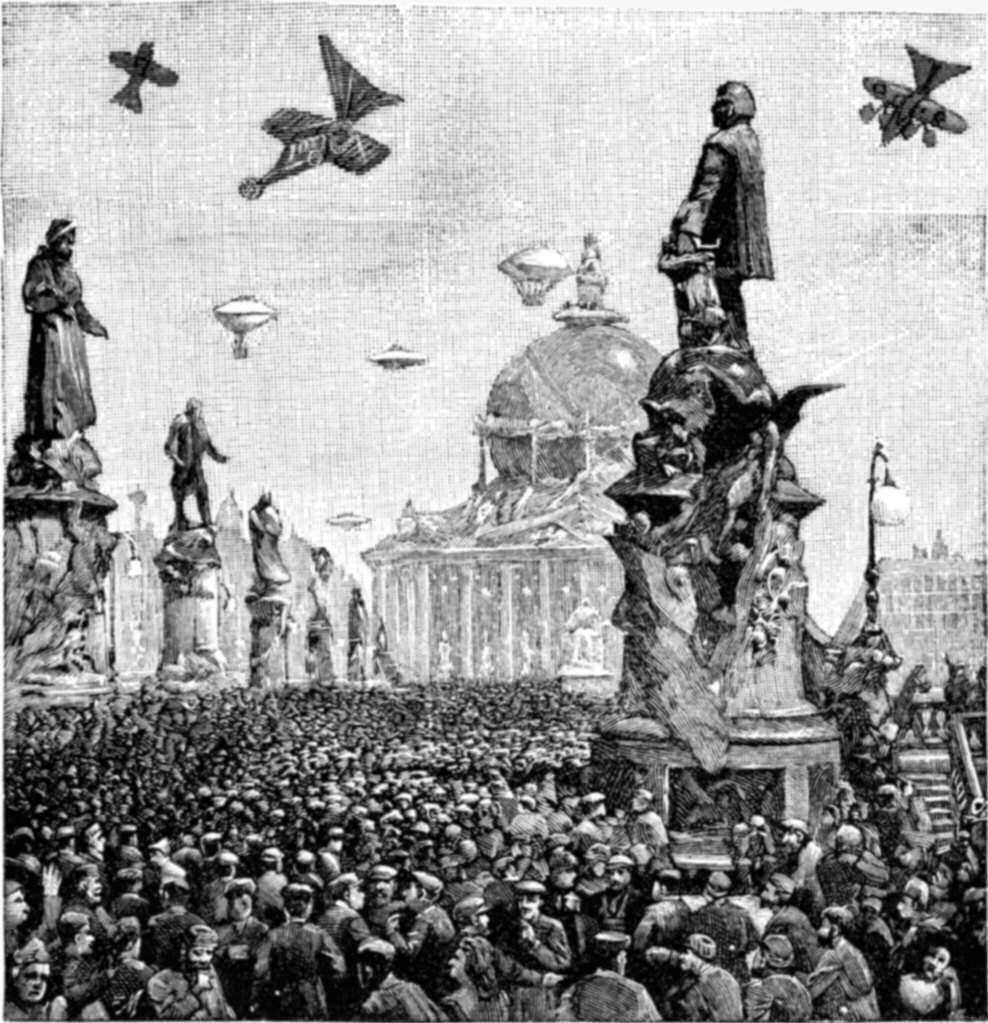
O mundo futuro, imaginado em 1911.

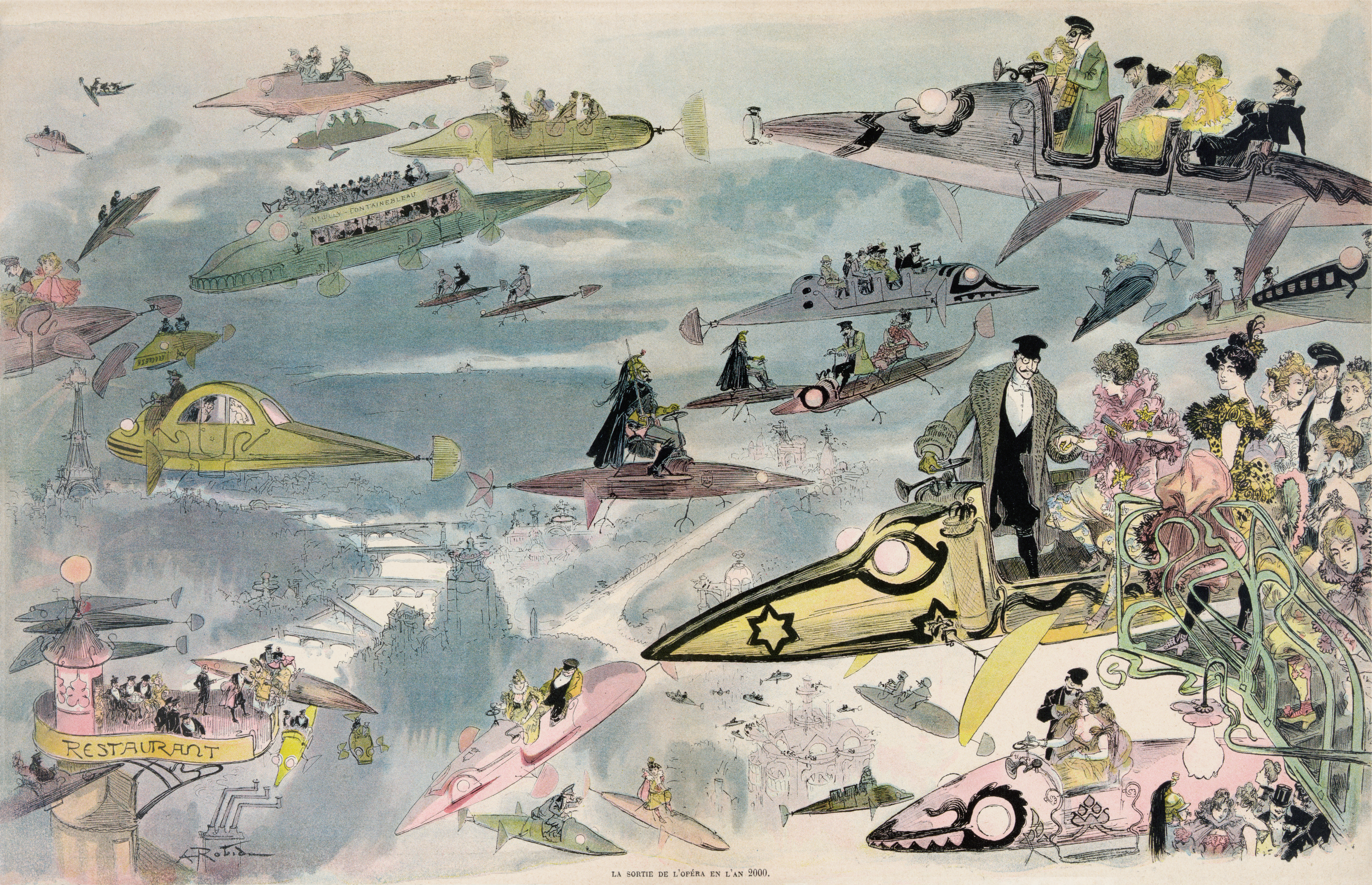
Litografia futurística sobre a cidade de Paris (1882).

História futura é uma história postulada para o futuro que alguns autores de ficção científica constroem como um pano de fundo para sua ficção. Por vezes, o autor publica uma linha do tempo dos eventos na história, enquanto em outras ocasiões o leitor pode reconstruir a ordem das histórias pela informação provida nelas.
A expressão parece ter sido criada por John W. Campbell, editor da Astounding Science Fiction, no número de fevereiro de 1941 daquela revista, em referência à História do Futuro de Robert A. Heinlein. Neil R. Jones é o primeiro autor creditado por criar uma história futura.

## História futura e história alternativa
Diferentemente da história alternativa, onde resultados alternativos são atribuídos a eventos passados, a história futura postula certas consequências para eventos no presente e futuro do autor.
A diferença essencial é que o escritor de história alternativa está na posse do conhecimento do resultado de um determinado evento, e este conhecimento também influencia a descrição do resultado alternativo do evento. O escritor de história do futuro não possui tal conhecimento, sendo tais obras baseadas em especulações e previsões correntes na época em que o texto foi escrito – o que, com frequência, se revela extremamente impreciso.